# Touroua
Touroua es una comuna camerunesa perteneciente al departamento de Bénoué de la región del Norte.
En 2005 tiene 40 674 habitantes, de los que 8849 viven en la capital comunal homónima.
Se ubica unos 50 km al suroeste de la capital regional Garua. Su territorio está delimitado al norte por el río Benue y en el noroeste es fronterizo con Nigeria.

## Localidades
Comprende la ciudad de Touroua y las siguientes localidades:
- Bandang
- Barnaké
- Bodel
- Boguel
- Borongo
- Boudang Aossani
- Boudang Touilbéré
- Erque
- Foradjé
- Gabako
- Golombi
- Guiré
- Holchi
- Kédé
- Kinada
- Kohi
- Kokoumi
- Koléré
- Kormori
- Kossel
- Kosselnialbi
- Koulawa
- Labaré
- Lamordé
- Lougoundé-Wélaré
- Malapé
- Mbaga
- Ofam
- Ourogarga
- Ourosoudé
- Padan
- Pindeling
- Rouneldé
- Soumoré
- Tapouzi
- Tépé